# Black Bastards Ruffs + Rares
Black Bastards Ruffs + Rares è un EP contenente materiale raro ed alcune tracce demo del gruppo hip hop statunitense KMD, estratto dall'album Black Bastards. Fu pubblicato nel 1998 dalla Fondle 'Em Records ed è disponibile unicamente in vinile 12 pollici.

## Tracce

### Side A
1. "Get You Now"
2. "Popcorn"
3. "Contact Blitz"
4. "Sweet Premium Wine"

### Side B
1. "Get You Now" (Instrumental)
2. "Popcorn" (Instrumental)
3. "Contact Blitz" (Instrumental)
4. "Garbage Day III" (Instrumental)